# Kabeya-Kamwanga (territoire)
Pour la localité, voir Kabeya-Kamwanga.
Le territoire de Kabeya Kamuanga est une entité déconcentrée de la province du Kasaï oriental, en république démocratique du Congo.

## Géographie
aucune réponse votre aide ne serait pas du refus

## Commune
Le territoire compte une commune rurale de moins de 80 000 électeurs.
- Kabeya-Kamwanga, (7 conseillers municipaux)

## Secteurs
Il est divisé en 4 secteurs : Kalela, Lac Mukamba, Mpemba, Ndomba.